# Doris Engelhard
Doris Engelhard (Alemania, 1949) es una monja católica y maestra cervecera bávara. Engelhard hace su cerveza en la Abadía de Mallesdorf y siente que es su "manera de servir a Dios".  Es la última monja que ha trabajado en Europa como maestra cervecera. 

## Trayectoria
Engelhard es una monja franciscana. En 1961, comenzó como estudiante en la Abadía de Mallersdorf. Las monjas ayudaron a cuidar a su madre enferma. Doris quería ser monja después de su experiencia, pero su padre quiso que buscara opciones de carrera más lucrativas. Decidió entonces estudiar agricultura y, a sugerencia de la directora, estudió sobre la elaboración de la cerveza. Comenzó su aprendizaje en 1966 y en 1969 tomó sus votos para unirse al convento. 
En 1975, se convirtió en la maestra cervecera en la Abadía de Mallersdorf, reemplazando a otra monja que había estado elaborando cerveza desde la década de 1930. Dos años después, en 1977, elaboraba 3.300 pintas al año. En la actualidad, en la Abadía de Mallersdorf se elaboran alrededor de 80.000 galones de cerveza al año. La cerveza elaborada en Mallersdorf no se exporta y solo se consume localmente. Es una cerveza natural y debe beberse mientras aún está fresca.